# Aurélia Beigneux
Aurélia Beigneux, née le 2 juin 1980 à Rillé (Indre-et-Loire), est une femme politique française. Membre du Rassemblement national (RN), elle est députée européenne de 2019 à 2024.

## Biographie
Née le 2 juin 1980, elle se présente aux élections législatives de 2012 (avec Ludovic Pajot comme suppléant) dans la 9e circonscription du Pas-de-Calais, où elle obtient 17 % des voix au premier tour.

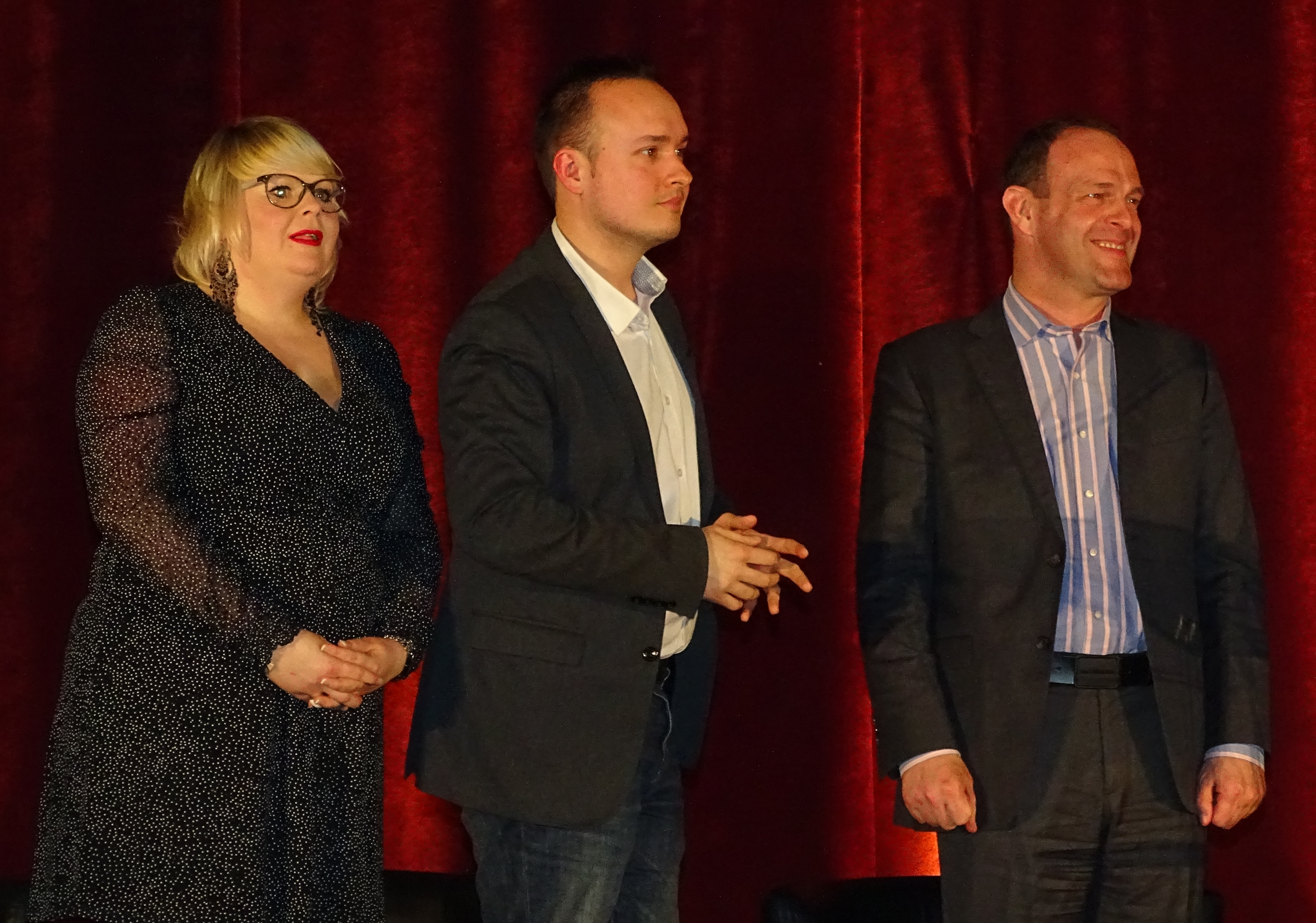
Aurélia Beigneux et Christopher Szczurek le 25 mars 2015, quelques jours avant leur élection, en compagnie de Steeve Briois.

Lors des élections municipales de 2014, elle est élue au conseil municipal d'Hénin-Beaumont sur la liste de Steeve Briois et devient adjointe aux affaires sociales,. En 2015, avec Christopher Szczurek, elle est élue conseillère départementale du Pas-de-Calais dans le canton d'Hénin-Beaumont-2, recueillant 53,8 % des voix au second tour. Elle est réélue conseillère municipale en 2020, mais ne conserve pas sa fonction d’adjointe.
En quatorzième position sur la liste du Rassemblement national conduite par Jordan Bardella aux élections européennes de 2019, elle est élue députée européenne,. Elle siège au sein du groupe Identité et démocratie et de la commission de l'environnement, de la santé publique et de la sécurité alimentaire. Elle est membre de la commission spéciale sur l’ingérence étrangère dans l’ensemble des processus démocratiques de l’Union européenne, y compris la désinformation (INGE 2), ainsi que de la délégation à l'Assemblée parlementaire Euronest.
En tant que membre suppléante elle participe à la délégation au comité parlementaire de partenariat UE-Arménie, à la commission de coopération parlementaire UE-Azerbaïdjan et à la commission parlementaire d’association UE-Géorgie, ainsi qu'à la délégation pour les relations avec l'Inde,.
Elle n'est pas candidate à sa réélection aux élections européennes de 2024.

## Résultats électoraux

### Élections législatives
| Année | Circonscription     | %        | Issue  |
| Année | Circonscription     | 1er tour | Issue  |
| ----- | ------------------- | -------- | ------ |
| 2012  | 9e du Pas-de-Calais | 16,88    | Battue |

### Élections départementales
| Année | Canton           | Binôme               | 1er tour | 1er tour | 1er tour   | 2d tour | 2d tour | 2d tour |
| Année | Canton           | Binôme               | %        | Place    | Issue      | %       | Place   | Issue   |
| ----- | ---------------- | -------------------- | -------- | -------- | ---------- | ------- | ------- | ------- |
| 2015  | Hénin-Beaumont-2 | Christopher Szczurek | 49,44    | 1re      | Ballottage | 53,78   | 1re     | Élue    |